# Kibara
Kibara è una circoscrizione mista (mixed ward) della Tanzania situata nel distretto di Bunda, regione del Mara. Conta una popolazione di 8 412 abitanti (censimento 2012).